# Oxycrepis intercepta
Oxycrepis intercepta är en skalbaggsart som beskrevs av Maximilien de Chaudoir. Oxycrepis intercepta ingår i släktet Oxycrepis och familjen jordlöpare. Inga underarter finns listade i Catalogue of Life.